# Amy Deasismont
Amy Diamond, rodným jménem Amy Linnéa Deasismont (* 15. dubna 1992 Norrköping, Švédsko), je anglicky zpívající švédská zpěvačka. Její debutová píseň „What's in It for Me“ byla vydána, když jí bylo 12 let. Tato píseň byla v roce 2005 hitem ve Švédsku, Dánsku, Norsku a Finsku. Stala se nejhranější písni v Polsku v roce 2005; udržela se mezi nejlepšími deseti po čtyři měsíce.
Její nejúspěšnější písně byly „What's In It For Me“, „Welcome To The City“, „Champion“, „Shooting Star“, „Don't Cry Your Heart Out“, „It Can Only Get Better“, „Stay My Baby“, „Is It Love“ a v roce 2008 „Thank you“.

## Alba
- This Is Me Now (2005)
- Still Me Still Now (2006)
- Music in Motion (2007)
- Music in Motion Gold Edition (2008)
- En helt ny jul (2008)
- Swings and Roundabouts (2009)
- Greatest Hits (2010)